# Роде, Эрвин
Эрвин Роде (нем. Erwin Rohde; 9 октября 1845, Гамбург — 11 января 1898, Нойенгейм, ныне в составе Гейдельберга) — немецкий филолог-классик.

## Биография
Роде родился в семье врача. Изучал филологию в Боннском и Лейпцигском университете, подружился в это время со своим соучеником Фридрихом Ницше. Преподавал в Кильском, Йенском, Лейпцигском, Тюбингенском, Гейдельбергском университетах.

## Труды
Две книги Роде сохраняют научное значение до сих пор. Это «Душа» (Psyche), которая остается незаменимым справочником по греческим культовым практикам и верованиям, связанным с душой. По словам Алексея Лосева, в ней Роде «блестяще доказал на основании огромного текстового материала», что учение о бессмертии души стало возможным в Греции только на почве культа Диониса, и это «явилось большим переворотом в науке».
Другая его книга, «Греческий роман и его предшественники» (Der Griechische Roman und seine Vorläufer, 1876) по характеристике Михаила Бахтина — «лучшая книга по истории античного романа».

## На русском языке
- Лжефилология // Ницше Ф. Рождение трагедии. М., 2001